# 瀬川幸雄
瀬川 幸雄（せがわ ゆきお、1954年9月8日 - ）は、日本の元プロボクサー。青森県青森市出身。スタイルはサウスポー。階級はジュニアフェザー級。現役時代は帝拳ボクシングジム所属。

## 来歴
自衛隊体育学校時代に1975、76年の全日本アマチュア選手権ライト級で連覇。モントリオールオリンピックにも出場するが、2回戦でハワード・デイヴィス・ジュニアに敗れる（デービスは金メダルを獲得）。
翌年、帝拳ジムに入門。それまで大場政夫を筆頭にいわゆる「叩き上げ」ばかりだった同ジムにとって初の「アマチュアエリート」であった。
12月22日、田野良夫戦でプロデビューし、1回KOで飾り、3戦連続KO勝利。
1978年6月6日、4戦目となる国重講司戦、試合を圧倒的優位に進めるが最終第10Rも残り3秒のところでまさかの逆転KO負けを喫した。
悪夢の敗戦から2ヵ月後、タイ人選手相手にKO勝利して、再びKOの山を築く。
1979年9月6日、地元青森・八戸でリカルド・カルドナが持つWBA世界ジュニアフェザー級王座に挑戦。0-3判定で王座獲得ならず。
その後2戦を勝利するものの、1980年9月2日、元日本王者笠原優に敗れこの試合を最後に引退。

## 戦績
- プロボクシング：13戦10勝（7KO）3敗